# Valdin
João Batista do Nascimento Carvalho, meglio noto con lo pseudonimo Valdin (Fortaleza, 23 giugno 1979), è un giocatore di calcio a 5 brasiliano, campione sudamericano con la nazionale brasiliana nel 2008 e nel 2011.

## Biografia
Valdin proviene da una famiglia molto cattolica; nonostante il nome prescelto fosse "Osvaldo", la sua nascita alla vigilia della Festa di san Giovanni Battista spinse i genitori a registrarlo all'anagrafe come "João Batista". In famiglia fu però sempre chiamato "Valdin", diminutivo di Osvaldo.

## Carriera
A causa dell'estrazione sociale modesta della sua famiglia, durante l'infanzia Valdin non ha frequentato alcun settore giovanile sportivo. La sua carriera sportiva è iniziata solamente a 21 anni quando per diletto si unì alla squadra di calcio a 5 dell'azienda di trasporti di cui era dipendente, il blasonato (ma ormai in declino) Sumov. Una rapida ascesa lo condusse al Jaraguá, con cui vinse in cinque stagioni la maggioranza dei suoi trofei. Con la nazionale brasiliana Valdin ha partecipato alle vittoriose Copa América 2008 e Copa América 2011. Il calcettista detiene inoltre il record mondiale di reti realizzate in una partita internazionale: il 13 ottobre 2006 Valdin segnò 20 delle 76 reti con cui il Brasile superò Timor Est ai Giochi della Lusofonia.

## Palmarès

### Club

#### Competizioni nazionali
- Campionato brasiliano: 4
Jaraguá: 2005, 2007, 2010
Santos: 2011
- Taça Brasil: 4
Jaraguá: 2004, 2005, 2006, 2007

#### Competizioni internazionali
- Coppa Libertadores: 6
Jaraguá: 2004, 2005, 2006, 2009[6]
Carlos Barbosa: 2018, 2019

### Nazionale
- Coppa America: 2
Uruguay 2008, Argentina 2011